# Mіr (köping)
Mir vitryska: Мір) är en köping i Vitryssland.   Den ligger i voblasten Hrodna voblast, i den centrala delen av landet, 90 km sydväst om huvudstaden Horad Mіnsk. Mir ligger 170 meter över havet och antalet invånare är 2 250.

## Natur och klimat
Terrängen runt Mir är platt. Närmaste större samhälle är Stoŭbtsy, 18,5 km öster om Mir.
Omgivningarna runt Mіr är en mosaik av jordbruksmark och naturlig växtlighet. Runt Mіr är det ganska glesbefolkat, med 24 invånare per kvadratkilometer.  Trakten ingår i den hemiboreala klimatzonen. Årsmedeltemperaturen i trakten är 5 °C. Den varmaste månaden är juli, då medeltemperaturen är 19 °C, och den kallaste är januari, med −10 °C.

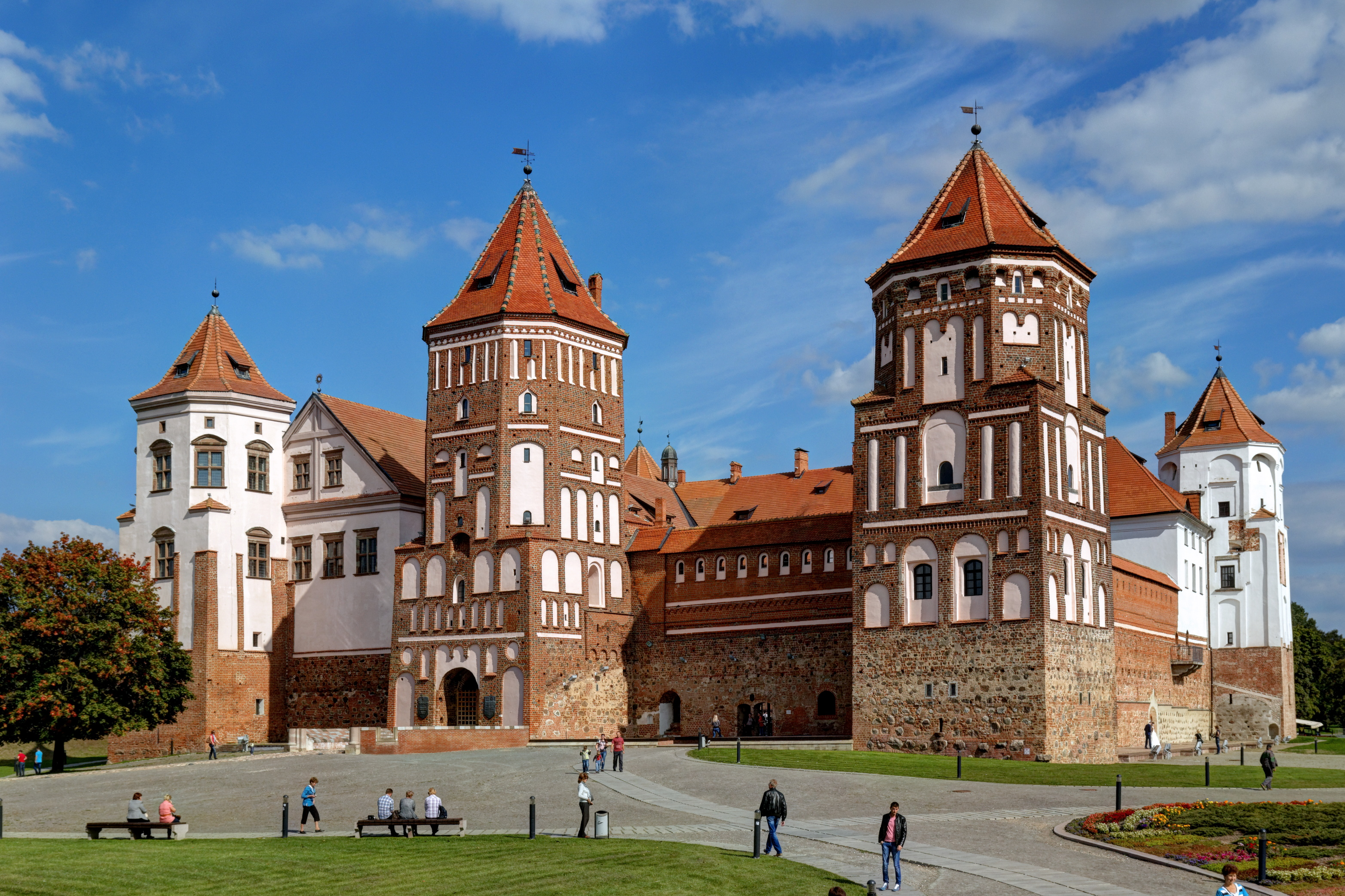
Slottet i Mir

Orten är främst känd för sitt slott.